# Arinthod
 (mai 2010).
Si vous disposez d'ouvrages ou d'articles de référence ou si vous connaissez des sites web de qualité traitant du thème abordé ici, merci de compléter l'article en donnant les références utiles à sa vérifiabilité et en les liant à la section « Notes et références ».
Arinthod est une commune française située dans le département du Jura, la région culturelle et historique de Franche-Comté et la région administrative Bourgogne-Franche-Comté.

## Géographie

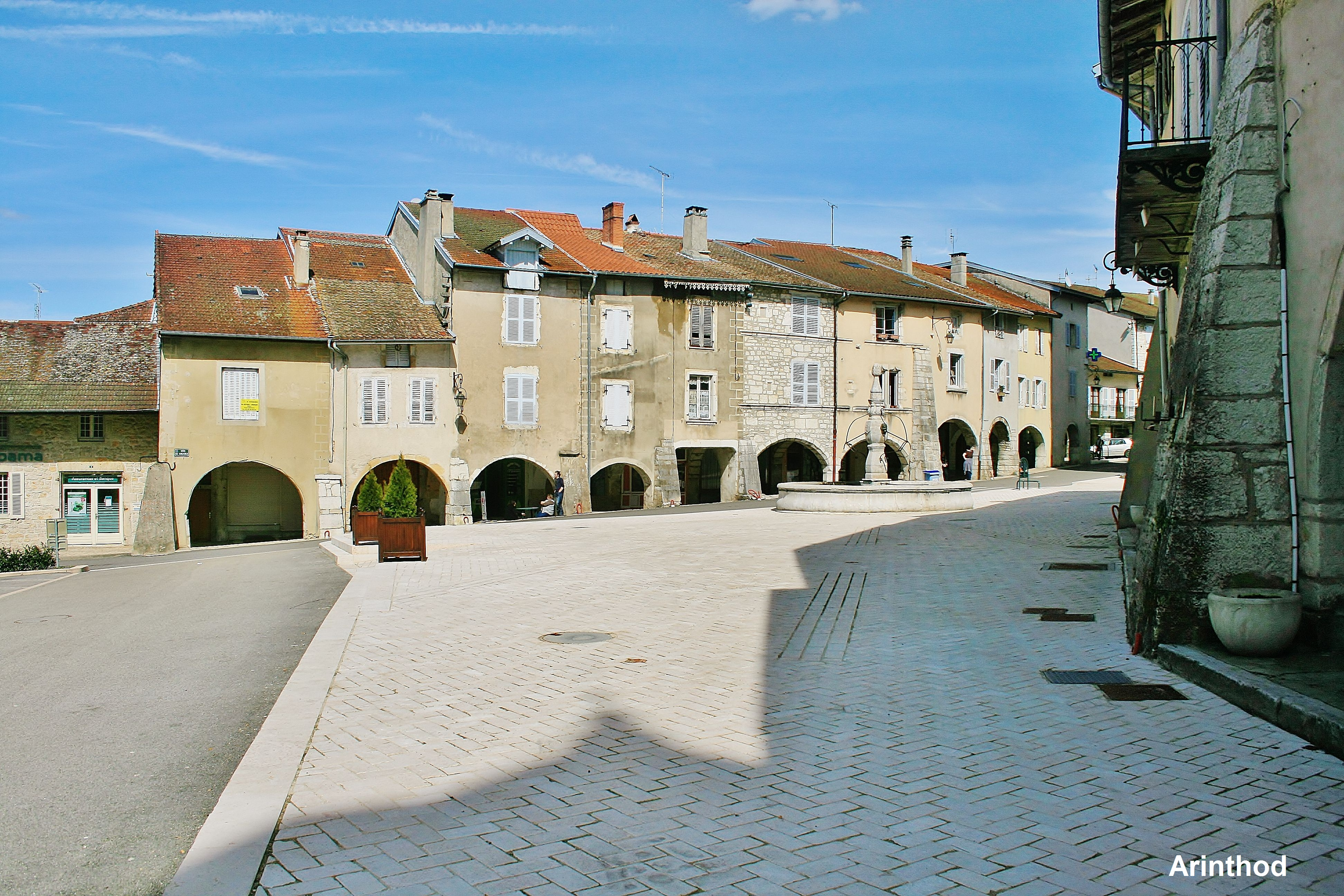
Les arcades de la place centrale.

Arinthod englobe trois hameaux : le Moulin, Vogna et Néglia. Cette petite localité jurassienne est nichée à une altitude de 444 mètres, au sud de la Franche-Comté, dans une région qu'on appelle communément la Petite Montagne. Son territoire est de 1 976 hectares, dont 823 de forêts.

### Climat
Pour des articles plus généraux, voir Climat de la Bourgogne-Franche-Comté et Climat du département du Jura.
En 2010, le climat de la commune est de type climat de montagne, selon une étude du Centre national de la recherche scientifique s'appuyant sur une série de données couvrant la période 1971-2000. En 2020, Météo-France publie une typologie des climats de la France métropolitaine dans laquelle la commune est exposée à un climat semi-continental et est dans la région climatique Jura, caractérisée par une forte pluviométrie en toutes saisons (1 000 à 1 500 mm/an), des hivers rigoureux et un ensoleillement médiocre.
Pour la période 1971-2000, la température annuelle moyenne est de 10,2 °C, avec une amplitude thermique annuelle de 17,3 °C. Le cumul annuel moyen de précipitations est de 1 449 mm, avec 12 jours de précipitations en janvier et 9,1 jours en juillet. Pour la période 1991-2020, la température moyenne annuelle observée sur la station météorologique de Météo-France la plus proche, « Cernon », sur la commune de Cernon à 7 km à vol d'oiseau, est de 10,4 °C et le cumul annuel moyen de précipitations est de 1 567,8 mm. 
La température maximale relevée sur cette station est de 38,6 °C, atteinte le 13 août 2003 ; la température minimale est de −24 °C, atteinte le 10 janvier 1985,,.
Les paramètres climatiques de la commune ont été estimés pour le milieu du siècle (2041-2070) selon différents scénarios d'émission de gaz à effet de serre à partir des nouvelles projections climatiques de référence DRIAS-2020. Ils sont consultables sur un site dédié publié par Météo-France en novembre 2022.

## Urbanisme

### Typologie
Au 1er janvier 2024, Arinthod est catégorisée commune rurale à habitat dispersé, selon la nouvelle grille communale de densité à sept niveaux définie par l'Insee en 2022.
Elle est située hors unité urbaine et hors attraction des villes,.

## Histoire
L'existence d'Arinthod remonte à l'époque celtique, comme pourrait en témoigner la pierre Enon, mégalithe situé un peu à l'extérieur du village, et en tout cas à l'époque romaine, avec la stèle gallo-romaine découverte lors de travaux dans l'église, et installée sur le mur nord de celle-ci. Le village était fortifié, et adossé à l'enceinte d'un château, détruit au XVe siècle, dont subsiste « la chapelle castrale » et les « vestiges des remparts ». « La Tour » témoigne de la présence d'une demeure seigneuriale, datable de la fin du Moyen Âge, bâtiment originellement entouré de quatre tours dont une seule subsiste intégralement. Des éléments médiévaux subsistent, des arcades, une fontaine, une église du XIIe siècle.
Au treizième siècle, Arinthod appartenait à la seigneurie de Jean de Chalon.
Au XVIe siècle Arinthod, comme Fétigny ou Orgelet, était réputé pour ses fabrications de draps de laine et ses ouvriers chapeliers.
La commune était desservie au début du XXe siècle par les Chemins de fer vicinaux du Jura.
Au vingtième siècle, l'industrie du plastique, à Arinthod même avec Smoby et à Oyonnax, a fortement contribué au développement d'Arinthod, village originellement tourné vers l'agriculture et la tournerie artisanale.
Le 1er janvier 2018, la commune de Chisséria intègre Arinthod.

## Politique et administration

### Maires
| Période   | Période  | Identité                | Étiquette | Qualité                                             |
| --------- | -------- | ----------------------- | --------- | --------------------------------------------------- |
| 1973      | 2008     | André Lamard            | PS        | Conseiller général du Canton d'Arinthod (1973-1985) |
| mars 2008 | En cours | Jean-Charles Grosdidier | DVD       | Retraité                                            |

### Conseil municipal de la commune nouvelle
Jusqu'aux prochaines élections municipales de 2020, le conseil municipal de la nouvelle commune est constitué de tous les conseillers municipaux issus des conseils des anciennes communes. Le maire de chacune d'entre elles devient maire délégué.
| Nom              | Code Insee | Code postal | Superficie (km2) | Population (dernière pop. légale) | Densité (hab./km2) | Modifier                                    |
| ---------------- | ---------- | ----------- | ---------------- | --------------------------------- | ------------------ | ------------------------------------------- |
| Arinthod (siège) | 39016      | 39240       | 27,02            | 1 149 (2022)                      | 43                 | modifier les données · modifier les données |
| Chisséria        | 39148      |             | 7,25             | 72 (2015)                         | 9,9                | modifier les données · modifier les données |

## Démographie

### Évolution démographique de la commune déléguée
L'évolution du nombre d'habitants est connue à travers les recensements de la population effectués dans la commune depuis 1793. À partir du 1er janvier 2009, les populations légales des communes sont publiées annuellement dans le cadre d'un recensement qui repose désormais sur une collecte d'information annuelle, concernant successivement tous les territoires communaux au cours d'une période de cinq ans. 
Pour les communes de moins de 10 000 habitants, une enquête de recensement portant sur toute la population est réalisée tous les cinq ans, les populations légales des années intermédiaires étant quant à elles estimées par interpolation ou extrapolation. Pour la commune, le premier recensement exhaustif entrant dans le cadre du nouveau dispositif a été réalisé en 2006,.
En 2014, la commune comptait 1 128 habitants, en évolution de −2,51 % par rapport à 2009 (Jura : −0,23 %, France hors Mayotte : +2,49 %).
| 1793  | 1800  | 1806  | 1821  | 1831  | 1836  | 1841  | 1846  | 1851  |
| ----- | ----- | ----- | ----- | ----- | ----- | ----- | ----- | ----- |
| 1 187 | 1 315 | 1 263 | 1 312 | 1 732 | 1 618 | 1 578 | 1 535 | 1 430 |

| 1856  | 1861  | 1866  | 1872  | 1876  | 1881  | 1886  | 1891  | 1896 |
| ----- | ----- | ----- | ----- | ----- | ----- | ----- | ----- | ---- |
| 1 343 | 1 328 | 1 332 | 1 255 | 1 158 | 1 098 | 1 131 | 1 047 | 966  |

| 1901 | 1906 | 1911 | 1921 | 1926 | 1931 | 1936 | 1946 | 1954 |
| ---- | ---- | ---- | ---- | ---- | ---- | ---- | ---- | ---- |
| 982  | 944  | 974  | 963  | 991  | 903  | 864  | 901  | 930  |

| 1962  | 1968  | 1975  | 1982  | 1990  | 1999  | 2006  | 2011  | 2014  |
| ----- | ----- | ----- | ----- | ----- | ----- | ----- | ----- | ----- |
| 1 014 | 1 079 | 1 044 | 1 079 | 1 135 | 1 214 | 1 178 | 1 143 | 1 128 |

### Évolution démographique de la commune nouvelle
À compter du 1er janvier 2018, la commune nouvelle d'Arinthod est créée en lieu et place des communes d'Arinthod et de Chisséria. La population municipale légale de la commune nouvelle en vigueur au 1er janvier de chaque année depuis 2015, définie dans les limites territoriales en vigueur depuis le 1er janvier 2018, est définie dans le tableau suivant.
| 2015  | 2020  | 2022  |
| ----- | ----- | ----- |
| 1 164 | 1 112 | 1 149 |

## Culture locale et patrimoine
Arinthod est labellisée Cité de Caractère de Bourgogne-Franche-Comté.

### Lieux et monuments
- Église Notre-Dame de l'Assomption (XVIe s), classée au titre des monuments historiques depuis 1992[20].
- Arcades de la place (XIIe s) ;
- Fontaine d'Arinthod (XVIIIe s), classée au titre des monuments historiques depuis 1971[21] ;
- Maison métallique Grandclément (XXe s), construite par Ferdinand Fillod, inscrite à l'IGPC depuis 1994[22] ;
- Moulin, usine de tabletterie et scierie (XIXe s), au lieu-dit du Moulin, inscrits à l'IGPC depuis 1992[23] ;
- Vestiges des fortifications de la ville et du château ;
- Chapelle castrale ;
- La Pierre Enon[24] , bloc de 400 t déposé ici lors de la fin de la période de glaciation.

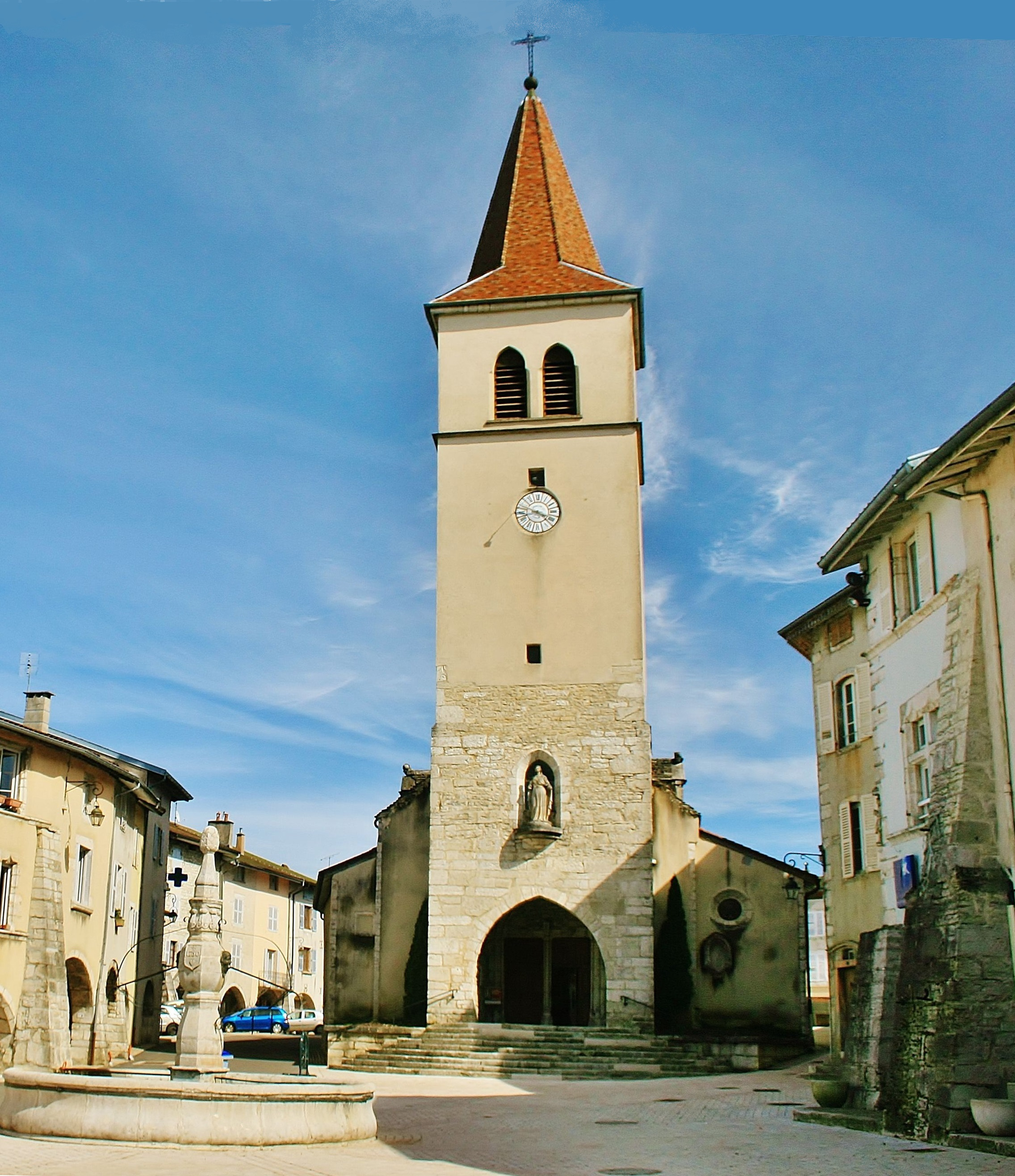
L'église Notre-Dame-de-l'Assomption d'Arinthod.
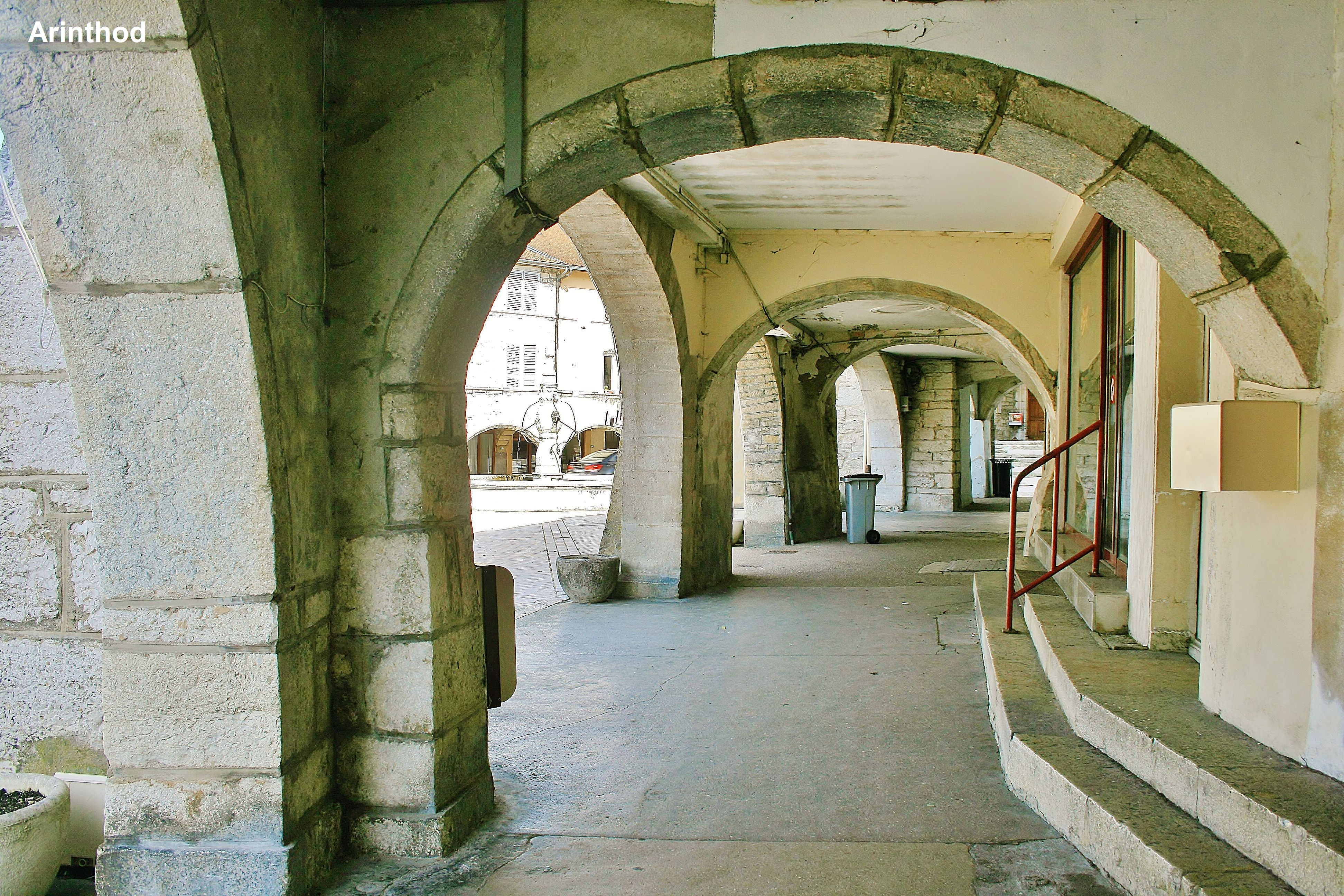
Les arcades de la place centrale d'Arinthod.
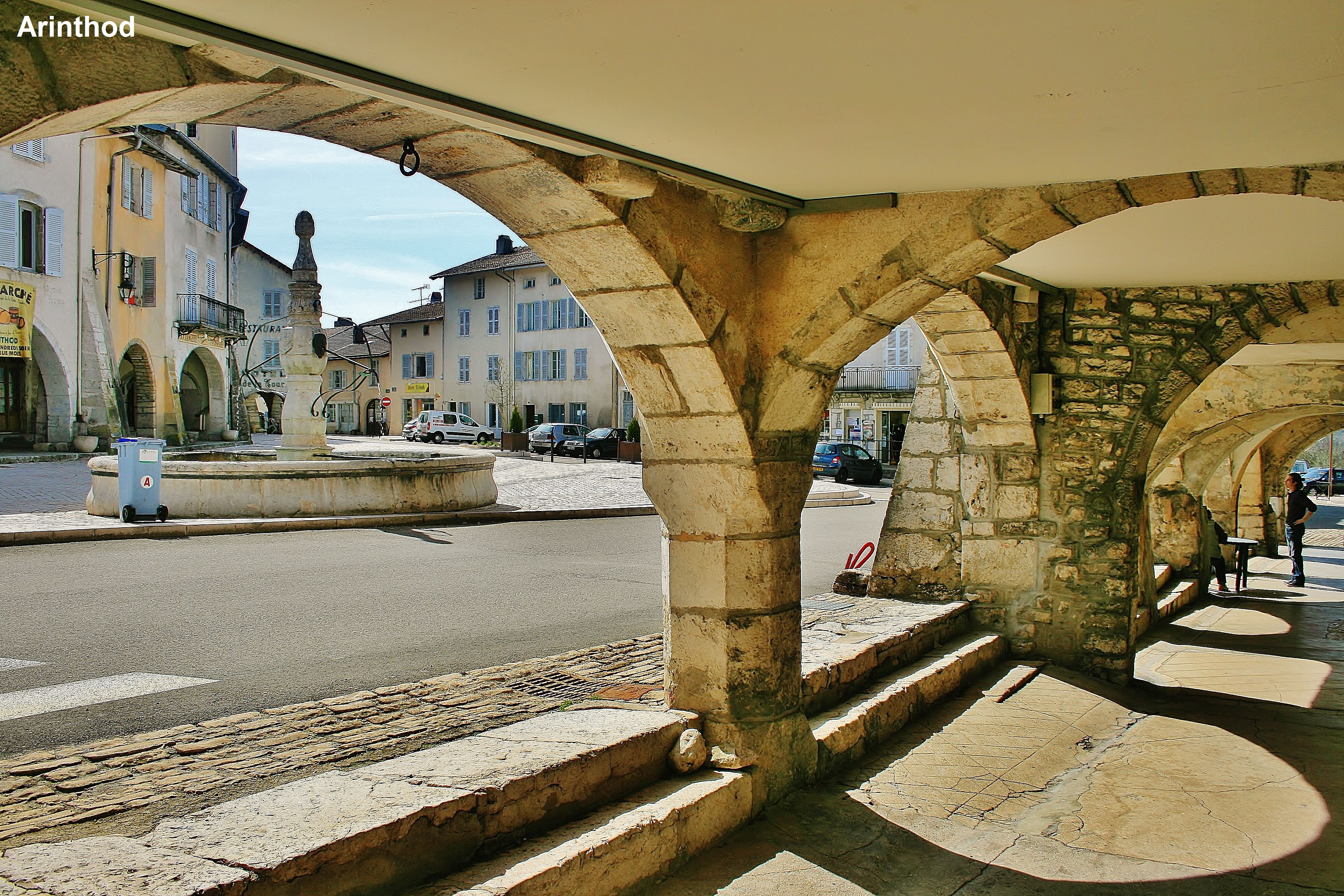
Les arcades de la place centrale.
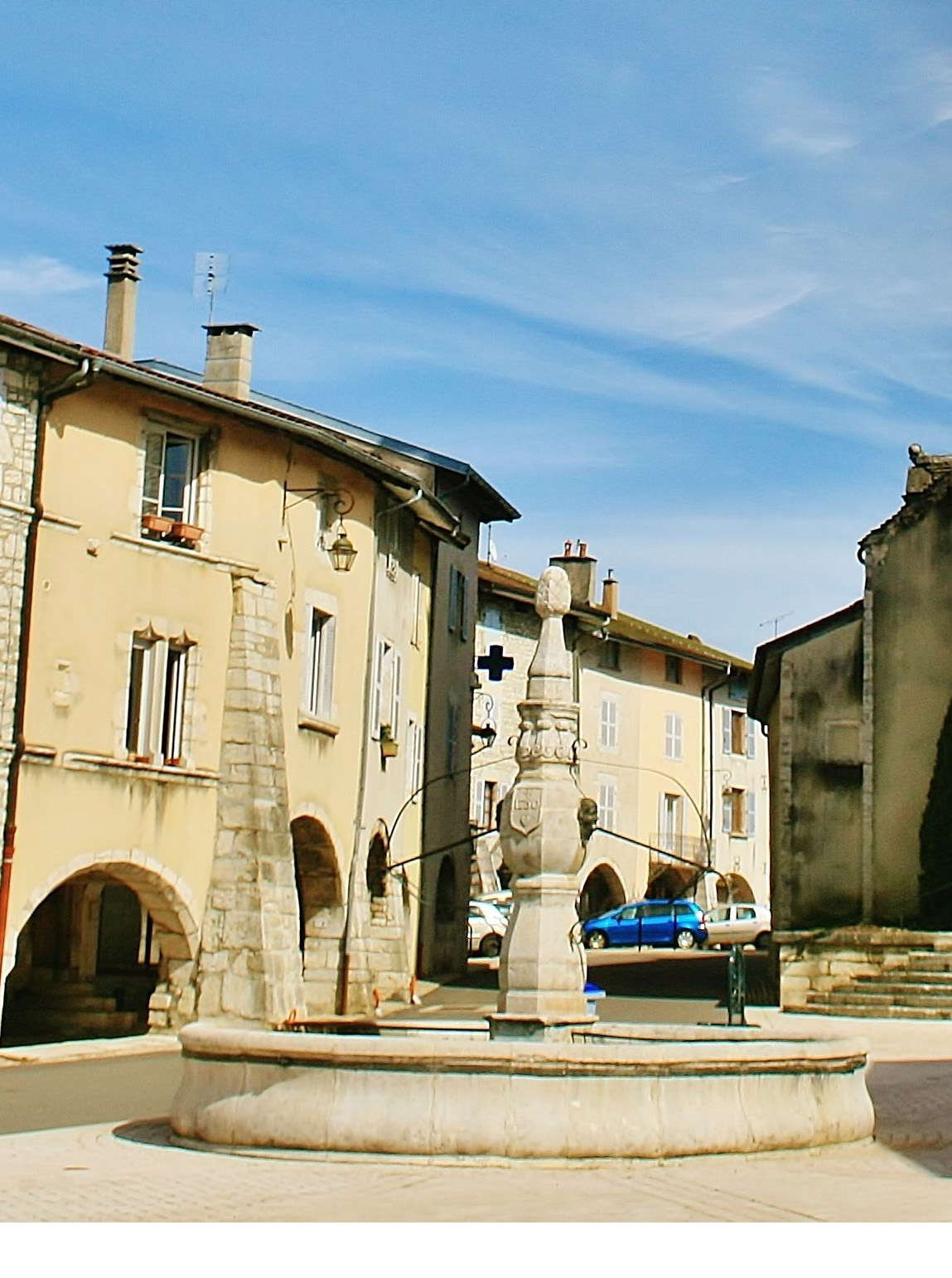
La fontaine au centre du bourg d'Arinthod.
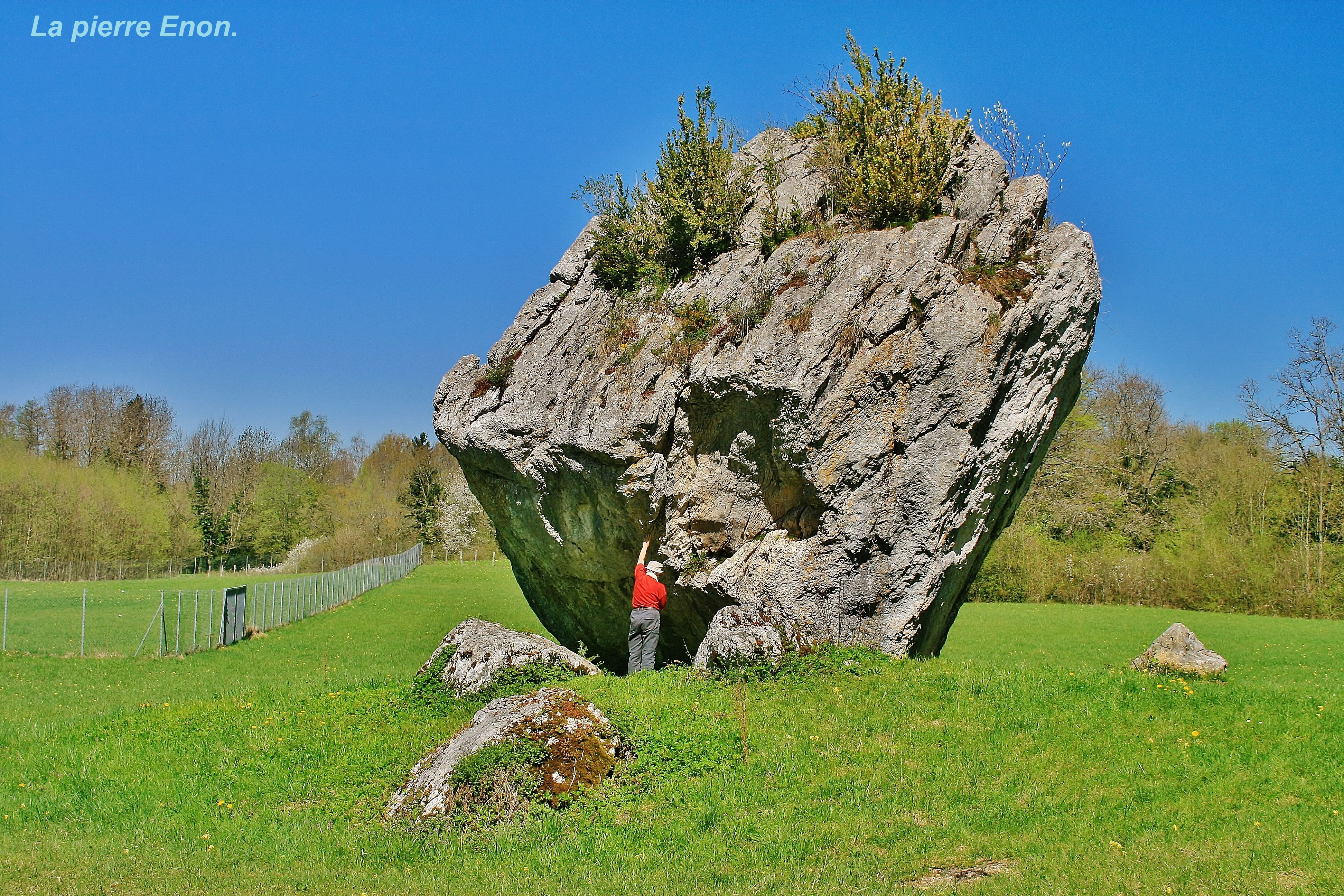
La pierre Enon, à Vogna.

Un sentier est d'ailleurs indiqué pour permettre de faire le tour de ces monuments.
Une exposition "Les Outils d'Autrefois" permet de faire revivre les outils ou objets qui jadis partageaient la vie simple et laborieuse des habitants de la Petite Montagne. Elle est située rue de la Chapelle sur le chemin du Patrimoine.

### Environnement
L'association Les Croqueurs de Pommes Jura Petite Montagne, qui s'occupe de promouvoir la sauvegarde des espèces locales de pommes par des moyens variés, a son siège à Arinthod. Elle couvre la zone sud du département du Jura.

### Personnalités liées à la commune
- Laurent Le François (Arinthod, 1698 - Paris, 1782), abbé et écrivain, s'opposa fermement aux Encyclopédistes, et notamment Voltaire et Jean-Jacques Rousseau, au travers de nombreux écrits.
- Jean-Joseph-Joachim Janod (Clairvaux, 22 mars 1761 - Paris, 26 mai 1836), magistrat et homme politique français des XVIIIe et XIXe siècles.
- François-Joseph Febvre, (né à Arinthod, 1763 -Saint-Germain-lès-Arlay, 1838), député au Conseil des Cinq-Cents, au Corps législatif de l'an VIII à 1804, représentant à la Chambre des Cent Jours.
- Dimitri Saussard, accordéoniste.
- François Rozoy (1918-1987), aviateur, officier du Groupe de bombardement Lorraine, Compagnon de la Libération[27], général de brigade, né dans la commune.

### Héraldique
|  | Les armes de la commune se blasonnent ainsi : D'azur à l'arc bandé et empenné d'or soutenu d'un croissant d'argent. |